# Stigmatophora confusa
Stigmatophora confusa är en fjärilsart som beskrevs av Daniel 1951. Stigmatophora confusa ingår i släktet Stigmatophora och familjen björnspinnare. Inga underarter finns listade i Catalogue of Life.